# Kinnijärvi
Kinnijärvi är en sjö i kommunen Mäntyharju i landskapet Södra Savolax i Finland. Sjön ligger 97,6 meter över havet. Arean är 79 hektar och strandlinjen är 6,66 kilometer lång. Sjön  ingår i Kymmene älvs huvudavrinningsområde.   Den ligger omkring 46 kilometer söder om S:t Michel och omkring 160 kilometer nordöst om Helsingfors. 
I sjön finns ön Susisaari. Kinnijärvi ligger norr om Siikanen. 